# Manfred Metzger
Manfred Metzger (Trieste, 26 de maio de 1905 — Genebra, 29 de janeiro de 1986) foi um velejador suíço, medalhista olímpico. Ele competiu nos Jogos Olímpicos de Verão de 1960 na classe 5.5 Metre e conquistou a medalha de bronze a bordo do Ballerina IV, ao lado de Henri Copponex e Pierre Girard.